# Legge di programma per la ricerca (Francia)
In Francia, la legge di programma per la ricerca, promulgata il 18 aprile 2006 dal Governo de Villepin, è la più importante norma sulla ricerca scientifica dopo la legge del 1982 sull'orientamento e la programmazione della ricerca e dello sviluppo tecnologico della Francia.
La norma ha introdotto la separazione fra ricerca e didattica universitaria (effettuabili in atenei separati), l'ingresso dei privati nell'orientamento della ricerca universitaria, determinando un forte sostegno pubblico alla ricerca privata e il pre-orientamento dei fondi pubblici stanziati a favore della ricerca scientifica. Gli istituti di ricerca pubblici sono stati autorizzati ad affidare lo sfruttamento dei risultati della ricerca ad un'impresa privata; viene introdotta una porta girevole che facilita il congedo dei ricercatori dal pubblico per entrare in ruoli nel settore privati o in startup innovative.
Inoltre, ha determinato assegni specifici per i giovani ricercatori, consentendo ai contratti collettivi nazionali di lavoro di riconoscere i dottorati con uno specifico livello di inquadramento contrattuale. Ha fondato l'Agenzia di valutazione della ricerca e dell'insegnamento superiore come autorità amministrativa indipendente. Ha regolamentato gli organi elettivi dell'Institut de France e delle sue cinque accademie; ha semplificato le procedure di esproprio e bonifica e le regole della Commissione francese per l'energia atomica per l'insediamento del progetto ITER a Cadarache.

## Storia legislativa
La legge fu approvata nel 2006 al culmine di un processo piuttosto lungo, iniziato sulla scia del movimento dei ricercatori del 2003, in particolare attorno al movimento Sauvons la recherche. Il disegno di legge iniziale presentato dal Governo Raffarin III si intitolava Legge di orientamento e e programamzione per la ricerca e l'innovazione (Loi d'Orientation et de Programmation pour la Recherche et l'Innovation, LOPRI). Pur non essendo stata resa pubblica, fu fatta trapelare agli interessati (vedi sezione Collegamenti esterni).
Questa prima bozza, contestata duramente da tutti i sindacati dei docenti, dalla Conferenza dei presidenti delle università e dal collettivo Sauvons la recherche, conteneva una serie di modifiche:
- finanziamenti che avrebbero sottratto risorse agli istituti pubblici a carattere scientifico e tecnologico (EPST);
- la separazione tra ricerca e insegnamento universitario, che potrebbe potuto essere svolto in università diverse, senza alcun legame tra i due. La creazione di Poli di ricerca e insegnamento superiore (Pôle de Recherche et d'Enseignement Supérieur, PRES) fu suggerita dal rapporto degli Stati generali della ricerca del 2004[1];
- un maggiore ricorso a personale temporaneo;
- il coinvolgimento massiccio delle aziende nella definizione degli orientamenti universitari;
- il pre-orientamento dei fondi stanziati, che spinse gli oppositori del testo a usare la frase[2]: "L'elettricità non è stata inventata cercando di migliorare le candele";
- il forte sostegno alla ricerca privata.

Non essendo ancora stata adottata al momento del referendum del 2005, fu in gran parte ripresa dal Governo de Villepin. In particolare, la maggior parte delle disposizioni criticate dal mondo della ricerca furono comunque mantenute nella legge finale.

## Contenuto

### Titolo I: disposizioni di programmazione
La legge fissava un budget di 19,4 miliardi di euro per il periodo 2005-2010. La maggior parte di questo importo fu destinato alla missione interministeriale "ricerca e insegnamento superiore". Erano inclusi anche il finanziamento di progetti attraverso le agenzie e la compensazione fiscale per la ricerca.

### Titolo II: l'organizzazione della ricerca
La legge crea un Consiglio superiore per la scienza e la tecnologia, che riporta al Presidente della Repubblica e ha il compito di fornire consulenza a lui, al Governo e al Parlamento sulle linee generali della ricerca e dello sviluppo tecnologico.
Un'altra disposizione integra l'articolo L.111-3 del Codice della ricerca per evidenziare meglio il ruolo della ricerca nello sviluppo sostenibile.
La legge mira anche a facilitare la cooperazione tra i vari attori coinvolti nella ricerca. In particolare, prevede la creazione di poli di ricerca e di insegnamento superiore (PRES). Un PRES riunisce diverse organizzazioni, tra cui almeno un istituto pubblico a carattere scientifico, culturale e professionale (EPCSCP), mentre gli altri appartengono a una delle seguenti categorie: EPCSCP, EPST, centro ospedaliero universitario (CHU), centri di lotta la cancro, organismo privato di insegnamento superiore e/o di ricerca. Possono aderire al PRES anche associazioni, enti locali o aziende. I partecipanti al PRES possono essere francesi o europei.
Sulla base di un modello analogo, la legge ha introdotto anche la creazione di reti tematiche di ricerca avanzata o di centri tematici di ricerca e cura.
Questi tre nuovi sistemi di cooperazione possono operare senza creare un nuovo soggetto giuridico, oppure assumere la forma di gruppi di interesse pubblico (groupements d'intérêt public, GIP), o ancora adottare una delle nuove forme giuridiche previste dalla legge.
Queste nuove forme sono :
- l'istituto pubblico di cooperazione scientifica: un nuovo tipo di istituto pubblico il cui statuto, determinato dai membri partecipanti e associati, deve essere approvato per decreto;
- la fondazione di cooperazione scientifica: disciplinata dal diritto privato e che segue le regole specifiche delle fondazioni.

In termini finanziari, la legge introduce specifici assegni individuali per i giovani ricercatori. Prevede inoltre che i contratti collettivi possano riconoscere il dottorato come un livello specifico di qualifica con un impatto sui livelli salariali o sullo status professionale (articolo L.411-4 del Codice della ricerca).
La legge di programma contiene disposizioni relative alla valutazione della ricerca. L'articolo L.114-1 del Codice della ricerca viene modificato nel modo seguente:
Il Comitato nazionale per la valutazione degli istituti pubblici a carattere scientifico, culturale e professionale (Comité national d'évaluation des établissements publics à caractère scientifique, culturel et professionnel) e il Comitato nazionale per la valutazione della ricerca (Comité national d'évaluation de la recherche) furono fusi per formare l'Agenzia di valutazione della ricerca e dell'insegnamento superiore (Agence d'évaluation de la recherche et de l'enseignement supérieur), a cui fu conferito lo status di autorità amministrativa indipendente. L'Agence d'évaluation de la recherche et de l'enseignement supérieur ha lo status giuridico di autorità amministrativa indipendente ed è responsabile della valutazione degli istituti pubblici di insegnamento superiore e di ricerca e delle loro strutture di cooperazione, della valutazione dei corsi e dei diplomi di istruzione superiore e della definizione delle condizioni di valutazione dei ricercatori.

### Titolo III: disposizioni di adattamento e semplificazione in materia di ricerca
Le prime disposizioni di questo titolo sono adattamenti al Codice della ricerca nella definizione degli obiettivi della ricerca, in particolare per riconoscere il suo ruolo di competenza. L'articolo 13 della legge prevede la presentazione, entro sei mesi, di un rapporto sulla cooperazione tra università e grande école.
L'Agenzia nazionale della ricerca, che era un gruppo di interesse pubblico, viene trasformata in un ente pubblico.
Sono apportate alcune modifiche al Codice della ricerca, per facilitare il passaggio dei ricercatori del settore pubblico al mondo delle imprese, temporaneamente o permanentemente, in vista di una riqualificazione. Sono inoltre introdotte disposizioni che consentono loro di prendere un congedo per partecipare alla creazione o alla gestione di una giovane impresa innovativa.
Gli istituti di ricerca pubblici sono autorizzati ad affidare lo sfruttamento dei risultati della ricerca a un'impresa privata.
Infine, l'Accademia delle tecnologie viene trasformata in un istituto pubblico.

### Titolo IV: disposizione relative all'Institut de France e alle accademie
Gli articoli da 35 a 38 della legge riguardano l'Institut de France e le cinque accademie che lo compongono. 
Questi diversi organismi sono definiti come "persone giuridiche di diritto pubblico a statuto speciale".
Secondo l'articolo 36, l'istituto è amministrato dalla Commissione amministrativa centrale, che ne elegge il Cancelliere, e dall'Assemblea generale dei membri dell'istituto. Ogni accademia è amministrata dai suoi membri, che nominano un comitato esecutivo e un segretario perpetuo (due per l'Accademia delle scienze).
Questi quattro articoli non apportano quasi nessuna modifica, ma danno forza legislativa a disposizioni precedentemente sparse.

### Titolo V: disposizioni relative all'insediamento del progetto ITER in Francia
Gli articoli 39 e 40 contengono diverse disposizioni volte a rimuovere gli ostacoli amministrativi allo sviluppo del progetto ITER. Essi adattano lo statuto della Commissione francese per l'energia atomica (CEA) e facilitano le operazioni di esproprio e di bonifica dei terreni intorno a Cadarache.

### Titolo VI: disposizioni diverse
Oltre alle tradizionali disposizioni per la Francia d'oltremare, questo titolo:
- aggiorna una serie di disposizioni relative alla preparazione e al conferimento dei dottorati;
- afferma la volontà di favorire l'uguaglianza tra uomini e donne nell'insegnamento superiore e nella ricerca in Francia;
- trae le conseguenze delle modifiche amministrative e della legge quadro delle leggi finanziarie (LOLF).